# Eutiarosporella
Eutiarosporella is een geslacht van schimmels behorend tot de familie Botryosphaeriaceae. De typesoort is Eutiarosporella tritici.

## Soorten
Volgens Index Fungorum telt het geslacht zeven soorten (peildatum februari 2022):
| Soortnaam                         | Auteur(s)                                                               | Publicatiejaar |
| --------------------------------- | ----------------------------------------------------------------------- | -------------- |
| Eutiarosporella africana          | (Jami, Gryzenh., Slippers & M.J. Wingf.) Crous                          | 2015           |
| Eutiarosporella dactylidis        | (Thambug., Camporesi & K.D. Hyde) Dissan., Camporesi & K.D. Hyde        | 2016           |
| Eutiarosporella darliae           | E. Thynne, M.C. McDonald, M. Evans, Wallwork, S.M. Neate & P.S. Solomon | 2015           |
| Eutiarosporella pseudodarliae     | E. Thynne, M.C. McDonald, M. Evans, Wallwork, S.M. Neate & P.S. Solomon | 2015           |
| Eutiarosporella tritici           | (B. Sutton & Marasas) Crous                                             | 2015           |
| Eutiarosporella tritici-australis | E. Thynne, M.C. McDonald, M. Evans, Wallwork, S.M. Neate & P.S. Solomon | 2015           |
| Eutiarosporella urbis-rosarum     | (Jami, Gryzenh., Slippers & M.J. Wingf.) Crous                          | 2015           |